# Abdelwahid Bouabdellah
Abdelwahid Bouabdallah né le 18 juillet 1953 au Maroc, est un dirigeant d'entreprise et homme politique algérien.
Il est actuellement en retraite

## Carrière
Abdelwahid Bouabdallah bénéficie d’une réputation de redresseur d’entreprises publiques.
De 1991 à 1993, Abdelwahid Bouabdallah est PDG de la Caisse nationale d'épargne et de prévoyance (Cnep).
De 1995 à 1997, il est PDG de l'Entreprise nationale de communication et de publicité (Anep).
De 1998 à 2002, il est PDG de Cosider, groupe public de BTP.
Du 1er mars 2008 au 8 mars 2011, il est nommé PDG d'Air Algérie, à la suite du décès du précédent PDG Tayeb Benouis. Il perd son poste dans des conditions troubles: Certains parlent de démission, d'autres de limogeage, et Abdelwahid Bouabdallah a lui-même accusé un groupe influent et proche du gouvernement d'avoir comploté sa destitution,.

## Politique
En 1978 il entre au ministère de l'Hydraulique et gravit les échelons jusqu'à devenir directeur central jusqu'en 1987 où il entre à la CNEP.
De 1994 à 1995, il est chargé de mission auprès du chef du gouvernement algérien.
De 2002 à 2007, il est élu à Alger député  FLN de la chambre basse du Parlement algérien (APN).
il est nommé PDG d'AIR ALGERIE
Il est élu à nouveau en 2012 à la chambre basse du Parlement algérien sur la liste FLN/Alger, son mandat court jusqu'en 2017.
En mai 2017, il prend sa retraite